# Кафтино (посёлок)
Кафтино — поселок в Бологовском районе Тверской области, входит в состав Кафтинского сельского поселения.

## География
Находится в северной части Тверской области на расстоянии приблизительно 15 км на восток-северо-восток по прямой от районного центра города Бологое на восточном берегу озера Кафтино.

## История
Станция Кафтино была открыта в 1870 году. Первые поселковые дома начали строиться после пуска в эксплуатацию железнодорожной линии у подземного родника, где в настоящее время находится железнодорожный переезд. На 1909 год в поселке было всего 4 дома. В это время полустанок Кафтино на Московско-Виндаво-Рыбинской железной дороге насчитывал 3 жилых дома. В 1966 году в поселке насчитывалось уже 164 дома, а на станции 3 дома и магазин.

## Население
Численность населения: 18 человек (1909 год), 212 (1966), 240 (русские 96 %) в 2002 году, 178 в 2010.